# Додсон-Бранч (Теннессі)
Додсон-Бранч (англ. Dodson Branch) — переписна місцевість (CDP) в США, в окрузі Джексон штату Теннессі. Населення — 1160 осіб (2020).

## Географія
Додсон-Бранч розташований за координатами 36°18′54″ пн. ш. 85°31′56″ зх. д. / 36.31500° пн. ш. 85.53222° зх. д. (36.314886, -85.532188).  За даними Бюро перепису населення США в 2010 році переписна місцевість мала площу 28,77 км², уся площа — суходіл.

## Демографія
Згідно з переписом 2010 року, у переписній місцевості мешкали 1074 особи в 413 домогосподарствах у складі 292 родин. Густота населення становила 37 осіб/км².  Було 461 помешкання (16/км²).
Расовий склад населення:
| - 97,4 % — білих - 0,7 % — чорних або афроамериканців - 0,6 % — корінних американців - 0,2 % — азіатів |

До двох чи більше рас належало 1,1 %. Частка іспаномовних становила 2,2 % від усіх жителів.
За віковим діапазоном населення розподілялося таким чином: 21,5 % — особи молодші 18 років, 63,7 % — особи у віці 18—64 років, 14,8 % — особи у віці 65 років та старші. Медіана віку мешканця становила 42,5 року. На 100 осіб жіночої статі у переписній місцевості припадало 97,1 чоловіків;  на 100 жінок у віці від 18 років та старших — 98,4 чоловіків також старших 18 років.
Середній дохід на одне домашнє господарство  становив 36 194 долари США (медіана — 36 161), а середній дохід на одну сім'ю — 37 347 доларів (медіана — 30 577). За межею бідності перебувало 16,3 % осіб, у тому числі 41,1 % дітей у віці до 18 років та 0,0 % осіб у віці 65 років та старших.
Цивільне працевлаштоване населення становило 452 особи. Основні галузі зайнятості: виробництво — 28,1 %, транспорт — 17,7 %, будівництво — 16,8 %.